# Montclus (Gard)
Montclus is een gemeente in het Franse departement Gard (regio Occitanie). De plaats maakt deel uit van het arrondissement Nîmes. Montclus is lid van Les Plus Beaux Villages de France. De gemeente telde 177 inwoners op 1 januari 2022.

## Geografie
De oppervlakte van Montclus bedroeg op 1 januari 2022 21,88 vierkante kilometer; de bevolkingsdichtheid was toen 8,1 inwoners per km².

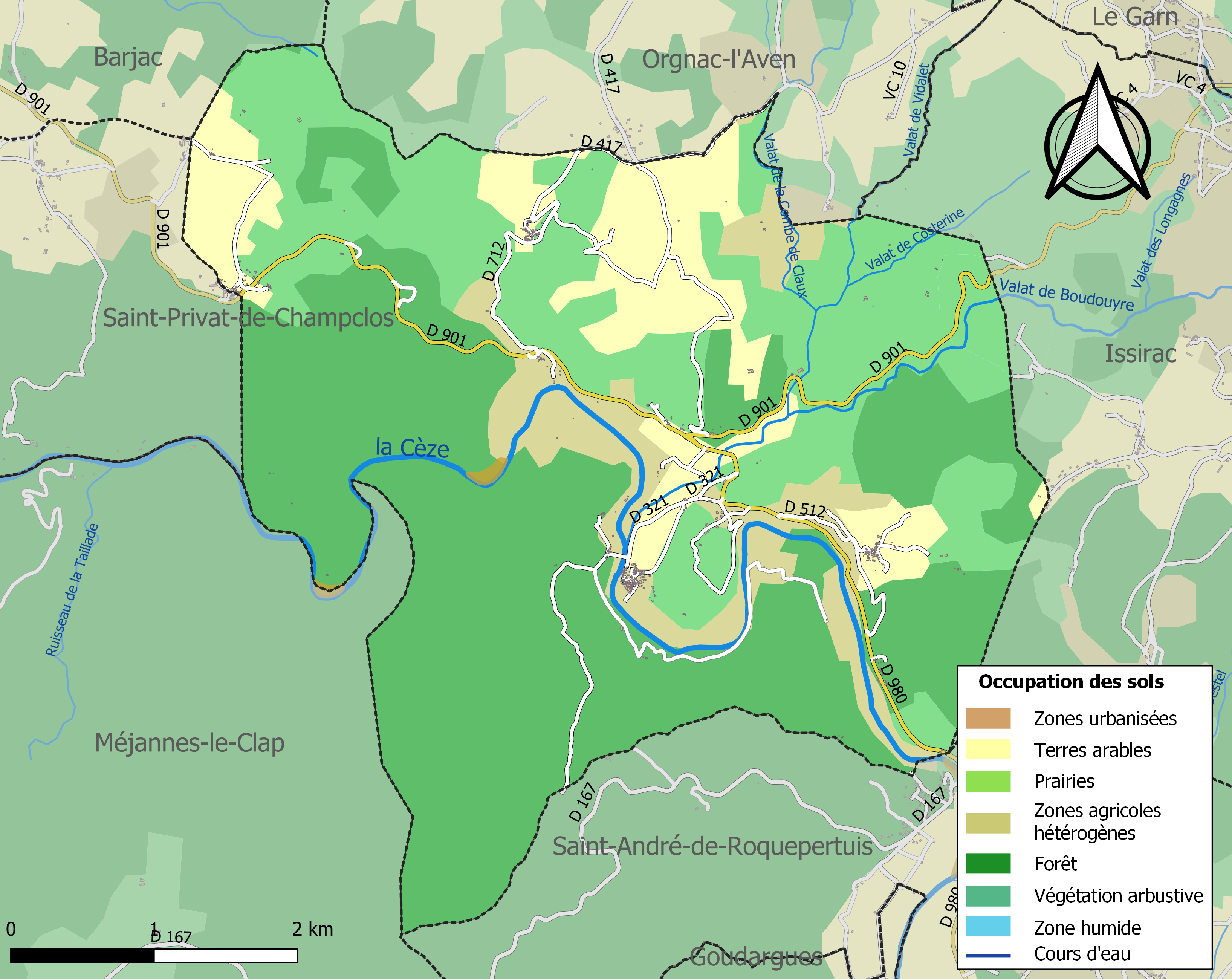
Kaart van de gemeente met belangrijkste infrastructuur, bodemgebruik en omliggende gemeenten

## Demografie
Onderstaande figuur toont het verloop van het inwonertal (bron: INSEE-tellingen).

## Afbeeldingen

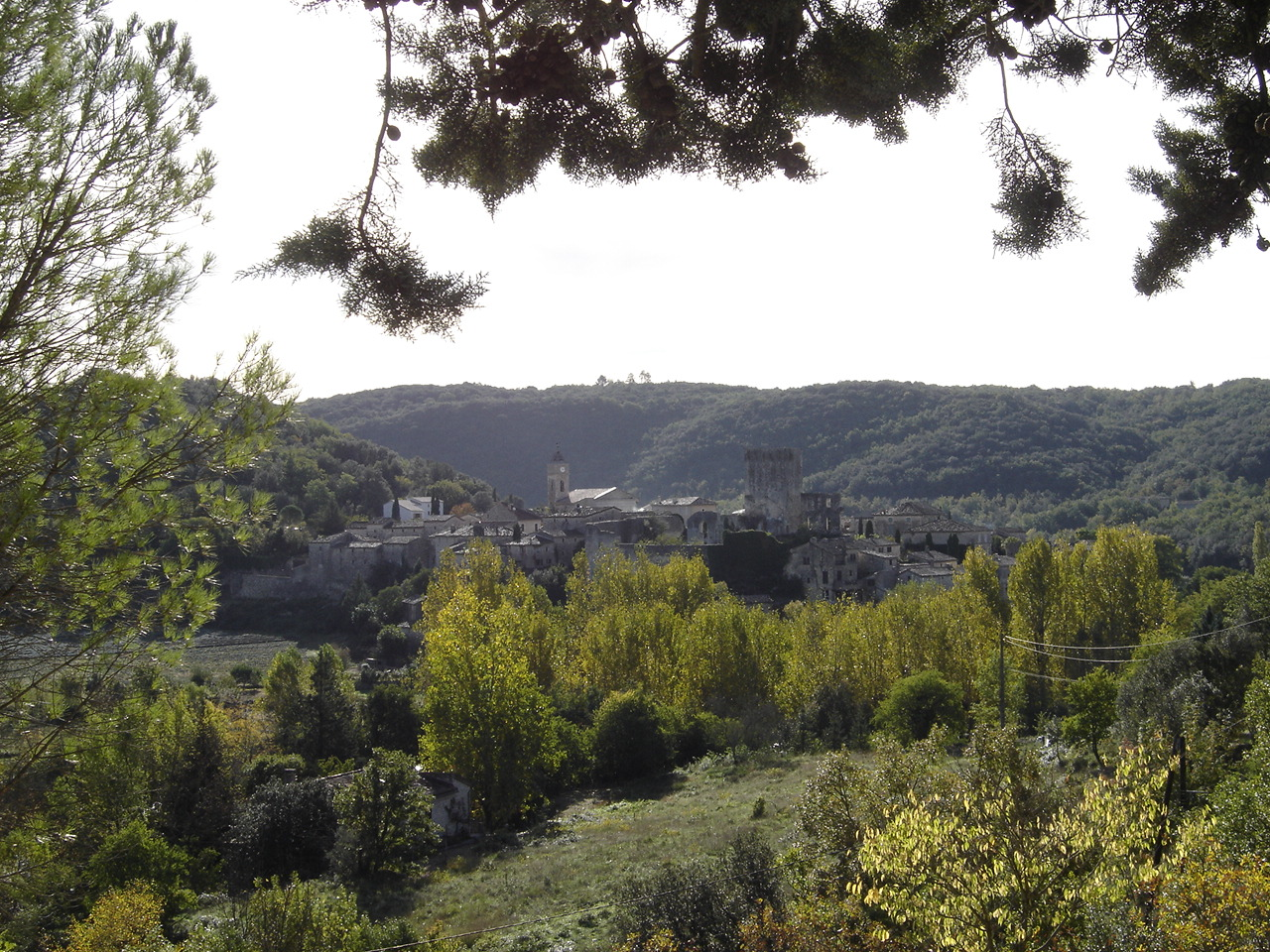
Gezicht op Montclus
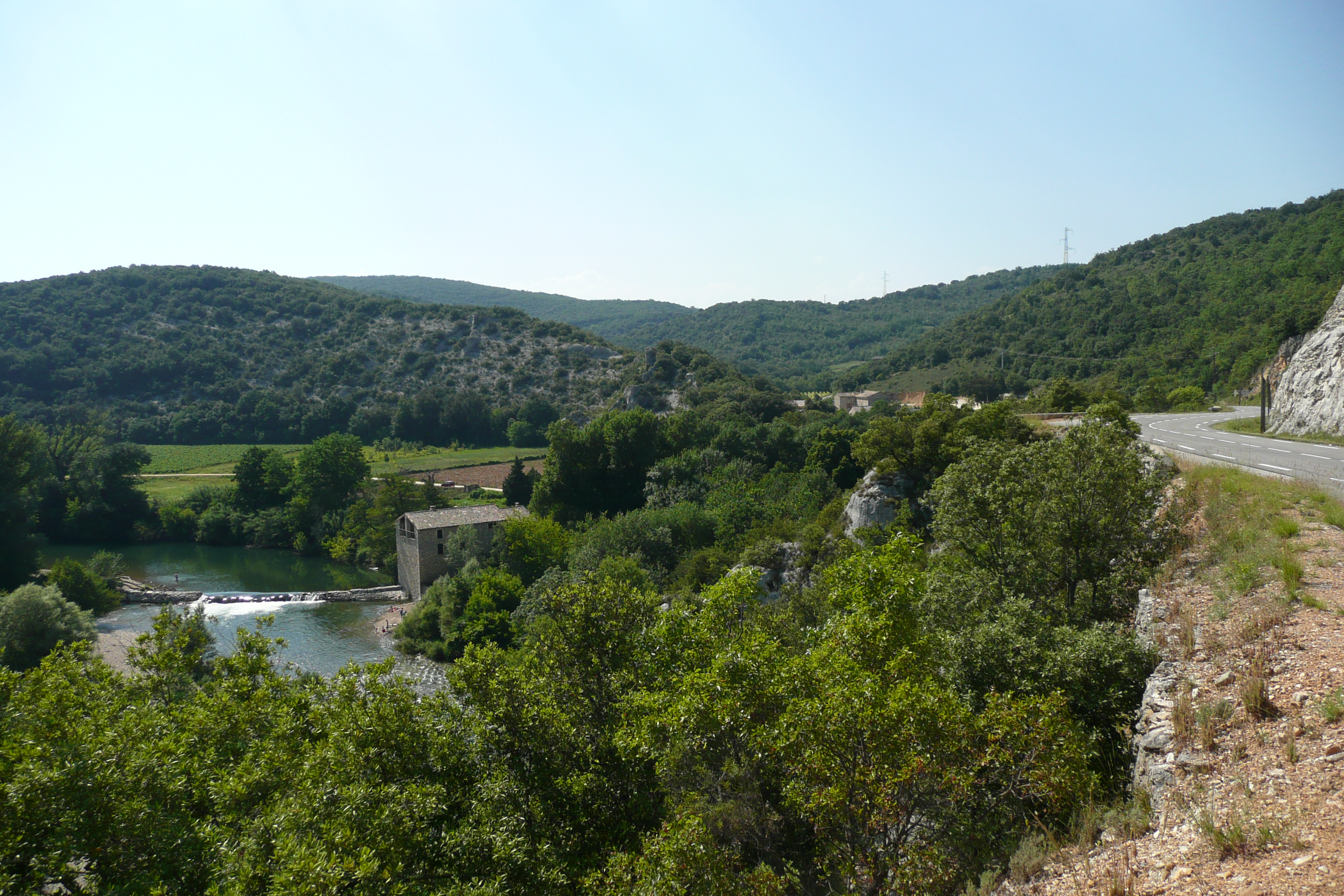
De Cèze bij Montclus